# Parafia bł. Jerzego Matulewicza w Pasłęku
Parafia bł. Jerzego Matulewicza w Pasłęku – rzymskokatolicka parafia położona w diecezji elbląskiej, w dekanacie Pasłęk II. Kościół parafialny pw. bł. Jerzego Matulewicza został wybudowany w latach 1991–1997 przez ks. prałata Romana Żendarskiego wraz z parafianami. Mieści się przy ulicy Kopernika 28.
Od 16 lipca 2022 roku proboszczem parafii jest ks. mgr lic. Przemysław Demski.